# Hadrothemis pseudodefecta
Hadrothemis pseudodefecta is een libellensoort uit de familie van de korenbouten (Libellulidae), onderorde echte libellen (Anisoptera).
De wetenschappelijke naam Hadrothemis pseudodefecta is voor het eerst geldig gepubliceerd in 1961 door Pinhey.